# Shashemene
Shashemene (ook wel Shashamane genoemd) is een stad in centraal Ethiopië, gelegen in de zone Misraq Shewa van de regio Oromiya, ongeveer 250 kilometer ten zuiden van de hoofdstad Addis Abeba.
De stad had in 2005 een geschatte totale bevolking van 93.156 personen, waarvan 46.882 mannen en 46.274 vrouwen. Volgens de laatste officiële volkstelling in 1994 had de stad een totale bevolking van 52.080 personen.
De stad zou vernoemd zijn naar een vrouw met de naam Shashe die daar een soort pension had. Een pension noemt men in het Ethiopisch mene. Shashemene is eigenlijk weinig meer dan een punt waar wegen samenkomen. Het staat bekend om zijn scams en zakkenrollers; het is een plaats die niet echt veilig te noemen is.

## Shashemene en derastafari
Shashemene is bekend om de Rastafaribeweging. Keizer Haile Selassie had een grote groep Jamaicaanse volgelingen die hem zagen als de nieuwe messias. De keizers officiële naam was Ras Tafari, en een nieuw leefwijze werd naar hem genoemd. De keizer, die er eigenlijk niets van moest hebben, schonk toch een stuk land van ongeveer 500 hectare vlak bij Shashemene aan de rastafari’s.
In januari 2005 waren er geruchten in de media dat het stoffelijk overschot van Bob Marley zou worden opgegraven om opnieuw in Shashamane te worden begraven. Zijn vrouw, Rita Marley, omschreef Ethiopië als zijn spirituele thuis. Deze uitspraak wekte in Jamaica de nodige irritatie op.